# أندرو بريان (رجل دين)
أندرو بريان (بالإنجليزية: Andrew Bryan)‏ هو رجل دين ‏ أمريكي، ولد في 1737، وتوفي في 12 ديسمبر 1812 في سافانا في الولايات المتحدة.